# Lepi janičar
Lepi janičar je zgodovinski vojni roman slovenskega pisatelja Rada Murnika, ki prikazuje romantično izmišljeno podobo Bosne v 15. stoletju. Knjiga je nastala kot prirejena različica zgodovinskega romana istoimenskega avtorja, Hči grofa Blagaja, ki je bil objavljen v Ljubljanskem zvonu med letoma 1911 in 1913, ter velja za avtorjevo najobširnejše delo, zasnovano na temeljitih studijah. Lepi janičar je skrajšana oblika romana Hči grofa Blagaja, a poglavitna razlika med romanoma je v koncu zgodbe. Ta je v Lepem janičarju srečen, medtem ko Hči grofa Blagaja vsebuje tragičen konec.
Roman je nastal v zadnjih letih avtorjevega življenja, ko je umiral od hude bolezni v ljubljanski mestni ubožnici, ter izšel po avtorjevi smrti, leta 1954 pri Mladinski knjigi v Ljubljani. Slike je prispeval Janez Vidic. Zaradi izjemne zgodbe in čudovitega načina pripovedovanja velja za enega lepših slovenskih romanov, o njegovi priljubljenosti pa priča tudi veliko število izdaj.

## Vsebina
Sredi vihre 15. stoletja, ko svet trepeta pred Turki, se družini grofa Ladislava Blagaja na gradu v Vinici na Kranjskem bliža neizogibna nesreča. Salda Frauensteiner, bivša grofova ljubimka, ukaže ciganom, naj ugrabijo grofovo hčer, prelepo konteso Alijano, da bi se tako maščevala za nesrečno ljubezen. Cigani deklico preoblečejo in prevzgojijo v dečka Omarja ter po mnogih potovanjih prodajo Turkom. Tako se komaj trinajstletni Omar pridruži vojski Osmana paše kot janičar. Njegovo edino upanje v tem neizprosnem svetu je ljubka Fatima, Osmanova druga žena, s katero se močno spoprijatelji, a Fatima zaradi kuge kmalu umre. Ravno takrat se turška vojska po mnogih letih ponovno odpravi na Kranjsko in začne oblegati Ljubljano. Se bo Alijana pravočasno zavedela svojih korenin, medtem ko sovražnik pustoši po njeni deželi, ali pa jo čaka nesrečna usoda premnogih janičarjev, spreobrnjenih v uničevalce svoje domovine? Konec zgodbe je presenetljiv in bralca nikakor ne bo pustil ravnodušnega.

## Zbirka
Delo je prvotno, leta 1954, izšlo v zbirki Sinjega galeba. Leta 1955 je delo izšlo še v Bosni in Hercegovini in sicer v zbirki Biblioteka Mladi dani.  V letih 1965, 1967, 1971 in 1978 je knjiga izšla v zbirki Moja knjižnica (letn. 1, razr. 6, knj. 4 = 6, 4), medtem ko je leta 1977 izšla v zbirki Zlata knjiga 77, leta 1979 pa v zbirki Zlata knjiga 79. Prav tako je izšla v zbirki Zlata knjiga leta 1984. Leta 1989 je roman izšel na Češkem v zbirki Karavana. Leta 1996 je roman izšel v dveh zbirkah, v zbirki Lastovka : najlepše zgodbe sveta in v zbirki Domen. Leta 2013 je knjiga izšla še v e-obliki in sicer v zbirki eKlasiki.

## Ocene in nagrade
Delo ni prejelo nobenih nagrad. 

## Izdaje in prevodi
Delo je izšlo v veliko izdajah:
- 1954 (Mladinska knjiga) (COBISS)
- 1965 (Mladinska knjiga) (COBISS)
- 1967 (Mladinska knjiga) (COBISS)
- 1971 (Mladinska knjiga) (COBISS)
- 1977 (Mladinska knjiga) (COBISS)
- 1978 (Mladinska knjiga) (COBISS)
- 1979 (Mladinska knjiga) (COBISS)
- 1984 (Mladinska knjiga) (COBISS)
- 1991 (Karantanija) (COBISS)
- 1996 (Karantanija) (COBISS)
- 1996 (Mladinska knjiga) (COBISS)
- 2013 (Študentska založba) (COBISS)

Delo je bilo prav tako prevedeno tudi v dva tuja jezika, v češčino (1989) in v bosanščino (1955). Na Češkem je knjiga izšla pri založbi Albatros (COBISS), medtem ko je v Bosni in Hercegovini izšla pri založbi Svjetlost (COBISS).

## Priredbe
Po delu so nastale tudi tri radijske igre, katerih avtor je znan slovenski pisatelj Vinko Möderndorfer. Prva igra je nastala leta 1998, z naslovom Lepi janičar: radijska nadaljevanka za otroke (COBISS). Leta 2001 pa sta nastali še dve radijski igri, ki sta bili prevedeni v francoščino (Le beau janissaire) (COBISS) in v angleščino (The handsome janissary: radio serial for children) (COBISS).